# Vangawürger

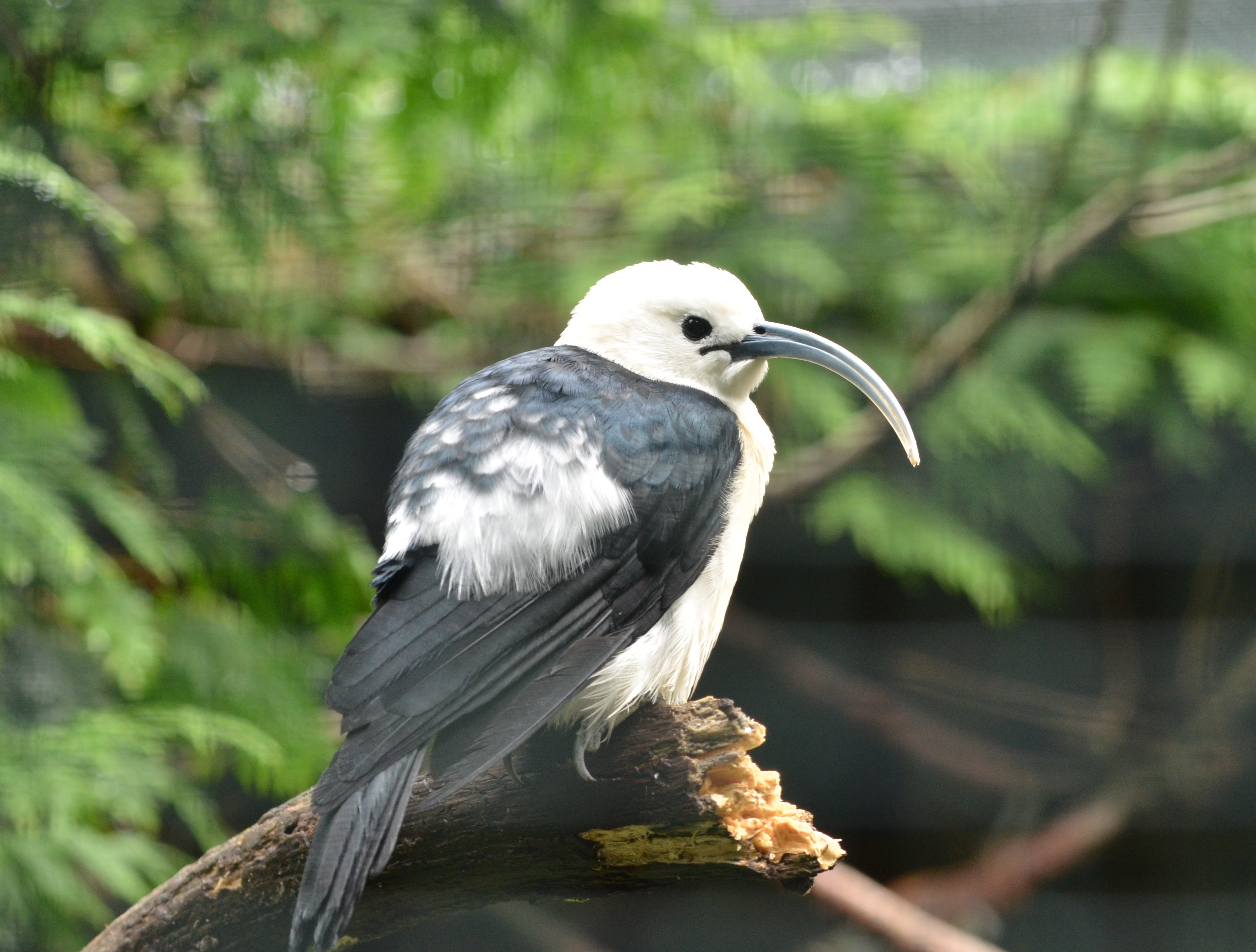
Sichelschnabelvanga (Falculea palliata)

Die Vangawürger (Vangidae), auch Blauwürger genannt, bilden eine Familie in der Ordnung der Sperlingsvögel (Passeriformes). In ihrer ursprünglichen Zusammensetzung auf Madagaskar und die benachbarten Komoren beschränkt, umfasst die Familie mittlerweile 21 Gattungen, die ein weites Gebiet in Subsahara-Afrika sowie Süd- und Südostasien besiedeln.
Bei den Vangawürgern handelt es sich um äußerlich sehr unterschiedliche und teils stark spezialisierte Singvögel. Ähnlich wie die Darwinfinken (Galápagos-Inseln) oder die Kleidervögel (Hawaii) besetzten die einzelnen Arten unterschiedliche ökologische Nischen und entwickelten sich im Laufe der Evolution weit auseinander. Anhand einiger weniger eindeutiger Merkmale, wie Schädel- und Gaumenbau werden die ursprünglichen Vangawürger Madagaskars jedoch einer gemeinsamen Familie zugeordnet. Molekulargenetische Untersuchungen belegten außerdem die Zugehörigkeit der afrikanischen und asiatischen Arten, die in der Vergangenheit meist eigenen, kleineren Familien zugerechnet wurden.

## Merkmale
Zu den auffälligsten Unterscheidungsmerkmalen zwischen den Arten zählen Größe, Gefiederfarbe und Schnabelform. So verfügt der Sichelschnabelvanga (Falculea palliata) über einen langen, säbelartigen Schnabel, der Helmvanga (Euryceros prevostii) über einen schweren, verdickten Schnabel, der sich etwas nach oben wölbt und auf dem Scheitel aufsetzt und der Hakenschnabelvanga (Vanga curvirostris) über einen geraden Schnabel, der sich am Ende des Oberschnabels hakenförmig nach unten biegt. Somit hat sich der Schnabel im Laufe der Evolution an die jeweilige Nahrungssuche und Ernährungsweise angepasst. Einige Arten, wie der Weißschopf-Brillenwürger (Prionops plumatus) besitzen eine auffällige, aufstellbare Haube am Hinterkopf.
Zu den größten Arten gehört der Sichelschnabelvanga mit 32 Zentimetern; die kleinsten Arten sind der Elstervanga (Leptopterus chabert) und der Rotschwanzvanga (Calicalicus madagascariensis) mit etwa 14 Zentimetern.

## Lebensweise
Vangawürger gehen einzeln oder in kleinen Gruppen auf Nahrungssuche. Sie halten sich bevorzugt im dichten Blätterdach der Wälder auf und ernähren sich dort von den auf den Blättern, Zweigen und Ästen vorkommenden Insekten und weiteren Wirbellosen. Der Kleibervanga (Hypositta corallirostris) hat sich wie der Kleiber (Sitta europaea) auf die versteckte Beute in den Rindenspalten der Bäume spezialisiert. Im Gegensatz zum Kleiber läuft er jedoch aufwärts die Bäume hoch.
Ihre schalenförmigen Nester legen sie meist in Astgabeln, seltener auch herabhängend von einem Ast oder Zweig an. Bei der überwiegenden Zahl der Arten handelt es sich um monogame Vögel, die als Paar brüten. Einige Vangawürger sind jedoch auch kooperative Brüter, während weibliche Sichelschnabel- und Schwarzvangas (Oriolia bernieri) sich mit mehreren Männchen paaren, die dann auch alle an der Aufzucht der Jungen beteiligt sind. Ein Gelege besteht typischerweise aus zwei bis fünf Eiern, die je nach Art unterschiedlich gefärbt sind. Als Nistmaterial verwenden die Vangas unter anderem Wurzelfasern, Blattstiele, Moose oder auch Spinnweben. Die Eier werden in der Regel 16 bis 24 Tage bebrütet, die Jungen bleiben anschließend als Nesthocker noch weitere 17 bis 24 Tage am Nistplatz.

## Bedrohung
Vor allem die auf Madagaskar heimischen Vangawürger sind durch den stetig wachsenden Bevölkerungsdruck und das damit einhergehende Verschwinden ihres Lebensraums bedroht. Die IUCN stuft mit Stand 2022 vier Arten als „stark gefährdet“ (endangered) ein. Dies sind der Angolabrillenwürger (Prionops gabela), der Helmvanga, der Schwarzvanga und der Van-Dam-Vanga (Xenopirostris damii). Hinzu kommt die auf den Komoren heimische Unterart des Blauvangas (Cyanolanius madagascarinus), die von der Organisation als eigene Art angesehen wird. Darüber hinaus gelten jeweils drei Arten als „gefährdet“ (vulnerable) beziehungsweise befinden sich derzeit auf der Vorwarnliste (near threatened). Die Bestand der übrigen Arten gilt für die nähere Zukunft als gesichert.

## Gattungen und Arten
Die Familie besteht aus 21 Gattungen mit 39 Arten. Die Identität des Kurzzehen-Kleibervangas, der erst 1996 aufgrund von zwei Bälgen im Naturmuseum Senckenberg beschrieben wurde, hat sich aufgrund einer neuen genetischen Analyse im Jahr 2013 als juveniles Exemplar des Weißkehlfoditany herausgestellt. Die Bälge wurden 1931 im Südosten von Madagaskar, unweit der Stadt Tolagnaro, gesammelt.
| - Artamella - Weißkopfvanga (Artamella viridis) - Bias - Haubenvanga (Bias musicus) - Calicalicus - Rotschultervanga (Calicalicus rufocarpalis) - Rotschwanzvanga (Calicalicus madagascariensis) - Cyanolanius - Blauvanga (Cyanolanius madagascarinus) - Euryceros - Helmvanga (Euryceros prevostii) - Falculea - Sichelschnabelvanga (Falculea palliata) - Hemipus - Elsterraupenschmätzer (Hemipus picatus) - Schwarzflügel-Raupenschmätzer (Hemipus hirundinaceus) - Hypositta - Kleibervanga (Hypositta corallirostris) - Leptopterus - Elstervanga (Leptopterus chabert) - Megabyas - Schnäppervanga (Megabyas flammulatus) - Mystacornis - Weißbartvanga, früher Crossley-Vanga (Mystacornis crossleyi) - Newtonia - Braunstirnvanga (Newtonia archboldi) - Olivbauchvanga (Newtonia amphichroa) - Rostbauchvanga (Newtonia brunneicauda) - Rostschwanzvanga (Newtonia fanovanae) | - Philentoma - Braunbrustvanga (Philentoma velata) - Rostflügelvanga (Philentoma pyrhoptera) - Prionops - Angolabrillenvanga (Prionops gabela) - Braunstirn-Brillenvanga (Prionops scopifrons) - Dreifarben-Brillenvanga (Prionops retzii) - Gabunbrillenvanga (Prionops rufiventris) - Gelbschopf-Brillenvanga (Prionops alberti) - Grauschopf-Brillenvanga (Prionops poliolophus) - Rotschnabel-Brillenvanga (Prionops caniceps) - Weißschopf-Brillenvanga (Prionops plumatus) - Oriolia - Schwarzvanga (Oriolia bernieri) - Pseudobias - Wardschnapper (Pseudobias wardi) - Schetba - Rotvanga (Schetba rufa) - Tephrodornis - Ceylonvanga (Tephrodornis affinis) - Indienvanga (Tephrodornis pondicerianus) - Malabarvanga (Tephrodornis sylvicola) - Waldvanga (Tephrodornis virgatus) - Tylas - Bülbülvanga (Tylas eduardi) - Vanga - Hakenschnabelvanga (Vanga curvirostris) - Xenopirostris - Pollen-Vanga (Xenopirostris polleni) - Ambarovanga, früher Van-Dam-Vanga (Xenopirostris damii) - Schmalschnabelvanga (Xenopirostris xenopirostris) |